# 名古屋市立東海小学校
名古屋市立東海小学校（なごやしりつ とうかいしょうがっこう）は、名古屋市港区九番町にある公立小学校。

## 歴史
1977年（昭和52年）4月、名古屋市立中川小学校より分離独立し、名古屋市立東海小学校として設立された。1400世帯が居住する九番団地が造成されたことにより、新設された小学校である。東海の校名は東海道に由来する。

### 児童数の変遷
『愛知県小中学校誌』（2018年）によると、児童数の変遷は以下の通りである。
| 1977年（昭和52年） | 391人 |  |
| 1987年（昭和62年） | 487人 |  |
| 1997年（平成9年）  | 400人 |  |
| 2007年（平成19年） | 259人 |  |
| 2017年（平成29年） | 222人 |  |

## 通学区域
所管する名古屋市教育委員会は、2018年（平成30年）9月1日現在、港区のうち、熱田新田東組・九番町・新川町・東海通4～5丁目・南十番町・南十一番町の全域および七番町・東海通3丁目の各一部を通学区域として指定している。
また、卒業後の進学先は名古屋市立港明中学校となっている。

## 交通アクセス
名古屋市営バス七番町停留所が最寄りバス停である。

### WEB
1. 1 2  名古屋市教育委員会事務局総務部企画経理課企画統計係 (2018年9月18日). “港区の小・中学校一覧”.   名古屋市. 2018年11月14日閲覧。
2. ↑  名古屋市教育委員会事務局総務部教育環境計画室計画係 (2018年9月1日). “名古屋市立小・中学校の通学区域一覧（港区）” (PDF).   名古屋市. 2018年11月15日閲覧。
3. ↑  名古屋市教育委員会事務局総務部教育環境計画室計画係 (2018年4月1日). “名古屋市立中学校区一覧（小→中）” (PDF).   名古屋市. 2018年11月14日閲覧。

### 書籍
1. ↑  港区制施行五十周年記念事業実行委員会 1987, p. 390.
2. 1 2  港区制施行五十周年記念事業実行委員会 1987, p. 532.
3. ↑  六三制教育七十周年記念 愛知県小中学校誌 合同記念誌編集特別委員会 2018, p. 241.